# Chamaesphecia tritonias
Chamaesphecia tritonias is een vlinder uit de familie wespvlinders (Sesiidae), onderfamilie Sesiinae.
De wetenschappelijke naam van de soort is voor het eerst geldig gepubliceerd door Hampson in 1919. De soort komt voor in het Oriëntaals gebied.